# Pilar Luna
María del Pilar Luna Erreguerena, coneguda com a Pilar Luna, (Tampico, Tamaulipas, Mèxic, 1944 - Guadalajara, Jalisco, Mèxic, 16 de març de 2020) fou una arqueòloga submarina mexicana, pionera en aquest camp de l'arqueologia. Graduada per l'Escuela Nacional de Antropología e Historia i la Universitat Nacional Autònoma de Mèxic (UNAM), on va obtenir el grau en Ciències Antropològiques, des de 1980 era la titular de l'Área de Arqueología Subacuática de l'Institut Nacional d'Antropologia i Història (INAH) de Mèxic.

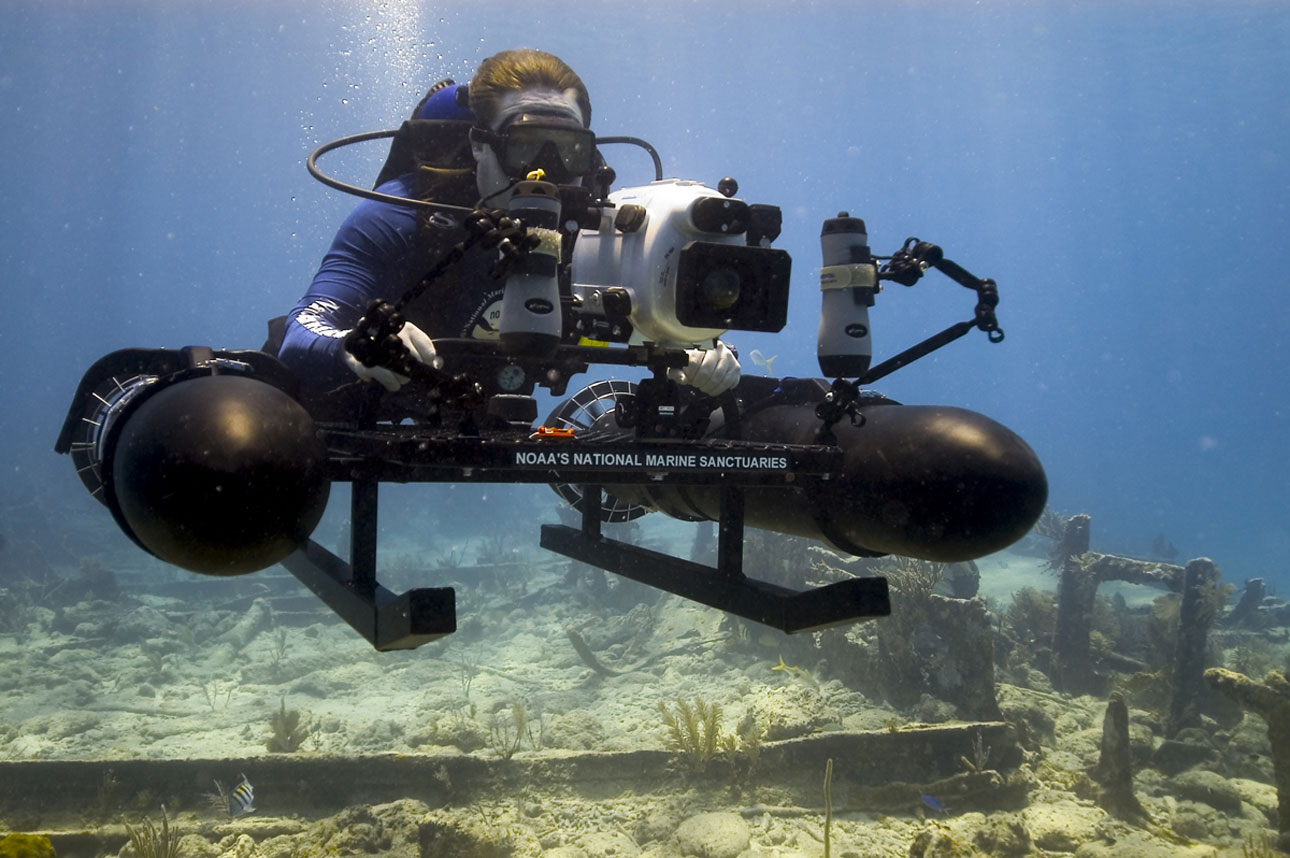
Un arqueòleg subaquàtic realitzant treballs de documentació.

Fou membre, entre altres associacions, del Consell Consultiu del Patrimoni Cultural Subaquàtic de l'Organització de les Nacions Unides per a l'Educació, la Ciència i la Cultura (Unesco), així com membre emèrit de l′Advisory Council on Underwater Archaeology de la Society for Historical Archaeology i Consellera Internacional de la International Grant Advisor for the National Geographic Society. Va ser la primera dona llatinoamericana en rebre la medalla J. C. Harrington.

## Trajectòria
Pilar Luna va tenir el seu primer contacte amb el mar a la seva ciutat natal, Tampico. La seva família va canviar de residència mudant-se al Districte federal quan ella tenia sis anys i, dos anys més tard, amb vuit, va esdevenir salvavides de la Creu Roja Mexicana. Durant els seus estudis a l'Escuela Nacional de Antropología e Historia, mentre el seu mestre, l'arqueòleg Eduardo Matos Moctezuma, explicava els efectes de la construcció de la presa d'Asuan a Abu Simbel, durant una classe en el Museu d'Antropologia, Luna es va sentir intrigada pel patrimoni arqueològic subaquàtic del seu país, representat pels vaixells enfonsats en el Golf de Mèxic i les ofrenes maies en els cenotes. Posteriorment va buscar informació sobre el tema i va trobar el llibre Archaeology Under Water, de George Bass, que va ser la seva primera inspiració. Aquest moment de reflexió i el descobriment del llibre de Bass són considerats per Luna com a clau per a la decisió de la seva carrera professional. Després de concloure els seus estudis, Luna va fer recerques en un chultún quan va caure malalta per una histoplasmosi provocada per la pols del guano d'un ratpenat, malaltia que gairebé li va resultar mortal.
Uns anys més tard, el 1979, Luna va organitzar un curs d'arqueologia subaquàtica, al que va convidar a l'arqueòleg George Bass, l'autor del llibre que va ser la seva inspiració per a la seva carrera i que es considera el pare de l'arqueologia subaquàtica. Durant aquest curs, Luna i el seu equip van bussejar a Media Luna, a l'Estat de San Luis Potosí, on van descobrir cranis sencers de mamuts. En concloure el curs, Luna va ser convidada per Bass a treballar amb ell en el seu projecte a Turquia. Per la histoplasmosis patida, Luna no tenia permès bussejar, i va haver de consultar amb el seu metge: 
| «                             | Vaig anar al meu doctor i li vaig preguntar si podia tornar a bussejar. ‘Quan nedis mil metres seguits et deixo’. Ho vaig aconseguir i ja no vaig parlar més al doctor... Vaig anar-me'n a Turquia. | » |
| — Pilar Luna, octubre de 2011 | |   |

Després del seu treball a Turquia, se li va encomanar la recerca d'uns canons antics que havien estat albirats per bussejadors esportius en aigües mexicanes. El dia de l'exploració, l'11 de febrer de 1980, es considera el de la fundació de la Subdirección de Arqueología Subacuática (SAS) de l'Instituto Nacional de Antropología e Historia. Els canons trobats daten de 1552 i es consideren els vestigis submarins més antics d'Amèrica Llatina. Des d'aquesta data, Luna va esdevenir la responsable d'aquesta àrea del INAH, considerada la seu de l'arqueologia subaquàtica a Mèxic.

## Lluita contra els caçatresors
Pilar lluna és considerada un "assot" dels caçatresors per la seva lluita en contra els seus interessos comercials. En els inicis de la seva carrera com a arqueòloga subaquàtica, a la dècada dels vuitanta del segle xx, va lluitar contra diverses companyies que van intentar excavar el derelicte Nuestra Señora del Juncal. La disputa va durar un any i mig. Més tard, a la dècada dels noranta, va tenir una primera confrontació amb la companyia Odyssey Marine Exploration pel mateix derelicte. Durant la disputa, a causa de les pressions amb què la companyia intentava influir en les autoritats per aconseguir un permís d'entrada en aigües mexicanes, Luna va estar «un temps amb la carta de renúncia a mà». Una segona confrontació amb la mateixa companyia la va tenir el 2009, encara que aquesta va intentar obtenir el permís a diverses ocasions, sense èxit. Luna també va haver de lluitar contra altres companyies similars que van intentar entrar en les aigües mexicanes de manera oculta i a les quals s'ha negat l'accés. La lluita per accedir al derelicte Nuestra Señora del Juncal és a causa del tresor que transportava quan es va enfonsar, que s'estima era d'un milió de pesos de plata i reals, a més de xocolata, així com diverses tones de tints i llavors, entre altres càrregues.

## Premis
El 1997 Luna va rebre el Premi al Mèrit —Award of Merit— atorgat per la Society for Historical Archaeology. El 2011 va rebre la medalla J. C. Harrington, que honra la memòria de Jean Carl Harrington, un dels pioners de l'arqueologia històrica a Amèrica del Nord, i que s'atorga anualment per la Societat d'Arqueologia Històrica com a reconeixement a la labor de protecció del patrimoni cultural subaquàtic. Aquesta va ser la segona vegada que la medalla va ser lliurada a un investigador d'arqueologia submarina; la primera vegada va ser el 1999 al seu mentor, George F. Bass. Amb aquest premi, Luna es va convertir en la quarta dona i en la primera llatinoamericana a rebre'l.